# Rob Sheffield
Rob Sheffield (2 de febrer de 1966, Boston) és un periodista musical americà i autor de diversos llibres. Durant un període força llarg va contribuir com a editor de la revista Rolling Stone, escrivint sobre música, televisió, i cultura de pop. Anteriorment, havia contribuït a Blender, Spin i altres revistes. Nascut a Un nadiu de Boston, Sheffield va assistir a Yale i la Universitat de Virgínia.
El seu primer llibre, Love is a Mix Tape: Life and Loss, One Song at a Time (un retall del qual va ser presentat en l'edició de gener de 2007 de la revista GQ), va ser editat per Random House el mes de gener de 2007. Va ser rebut amb molta aclamació i es va convertir en un best seller nacional. Un fragment del llibre més recent de Sheffield Dreaming the Beatles, va ser publicat en línia Rolling Stone. USA TODAY va donar a Dreaming the Beatles 3 estrelles i mitja (de quatre) i el va anomenar "nova col·lecció encantadora d'assajos." Spin va afegir que "Dreaming the Beatles és a parts iguals història i crítica cultural, ja que Sheffield dibuixa de dotzens de fons per explicar la història de com els Beatles va esdevenir el que va sercame to be, abans d'escriure sobre per què qualsevol d'ell importa." MTV va opinar que "Dreaming the Beatles és un dels millors llibres sobre la banda mai escrits"